# あしたまにあ〜な
『あしたまにあ〜な』は、テレビ朝日系列局で放送されていた情報番組である。略称は「あしたま」。テレビ朝日では1998年10月5日から2005年10月1日まで放送された。

## 概要
その名の通り、放送日翌日に発売されるCDやDVD、翌日に封切りされる映画や演劇、その他の様々な新製品を紹介していたミニ番組である。
ナレーターは濱田マリで、彼女は番組が紹介する商品などについて気ままに感想を述べていた。1999年頃に濱田が産休を取っていた時、当時テレビ朝日のアナウンサーだった丸川珠代が濱田に似た声色でナレーションを代行していたことがある。番組テーマ曲はesrevnocの「sweet strawberry toast」。
当初はダイハツ工業の一社提供だったが、後に日本リーバ→ユニリーバ・ジャパンほかが曜日ごとに提供する形式へ移行。時期によってはスポンサー無しの曜日もあった。ダイハツがスポンサーを降りた後も、オープニングのアニメーションにはダイハツ・コペンに似たオープンカーが登場していた。

## 放送時間
火曜 - 金曜 0:10 - 0:16（月曜 - 木曜深夜）、土曜 0:10 - 0:15（金曜深夜）。
当初は23:20からの放送で、「あしたの情報をお届けする」という謳い文句通りだった。後に上記の、午前0時を回ってからの放送となったため、厳密には「今日の情報」を伝えていた。

### 変遷
| 期間    | 期間   | 放送時間（日本時間） | 放送時間（日本時間） |
| 期間    | 期間   | 月曜 - 木曜          | 金曜                 |
| ------- | ------ | -------------------- | -------------------- |
| 1998.10 | 2000.3 | 23:20 - 23:25（5分） | 23:20 - 23:25（5分） |
| 2000.4  | 2001.9 | 23:54 - 23:59（5分） | 翌0:04 - 0:09（5分） |
| 2001.10 | 2002.3 | 翌0:00 - 0:06（6分） | 翌0:10 - 0:15（5分） |
| 2002.4  | 2005.9 | 翌0:10 - 0:16（6分） | 翌0:10 - 0:15（5分） |

## タイトル
タイトルは、スペイン語で「また明日逢いましょう」を意味する「アスタ マニャーナ」 (Hasta mañana) と日本語の「明日に間に合うのは」の語呂合わせである。オープニング直後の提供クレジット読みで「明日に間に合うのは…」と前置していた。なお、スペイン語ではmañanaの部分が「明日」を意味する。

## 放送局
番組をネットしていたのは、テレビ朝日系列でもごく一部の系列局のみだった。また、山形テレビではローカルスポンサーの提供で放送され、愛媛朝日テレビではノンスポンサーで放送されていた｡
- テレビ朝日（制作局）
- 岩手朝日テレビ
- 秋田朝日放送
- 山形テレビ
- 長野朝日放送
- 名古屋テレビ放送
- 山口朝日放送
- 愛媛朝日テレビ

## パロディ
本番組のパロディとして、NHK総合テレビ『WALKING EYES アルクメデス』の1コーナー「あたしまにあやな」がある。放送日の「明日」に由来するマニアックな歴史クイズを出題する雑学コーナーで、濱田マリによるナレーションやロゴなど、本番組の意匠を忠実に再現していた。タイトルは「私マニアやな」の意で、略称は「あたしま」。

## その他
ミニ番組であるため、当初は直前番組『ネオバラエティ』からのクロスプログラムでの告知は無かった。だが後期（時期不明）になると、『ネオバラエティ』終了後に『ネオネオバラエティ』（金曜日のみ『タモリ倶楽部』）の告知を行った直後に、「あしたま!」（番組内でのブリッジ声）の声と共に、本番組の内容の一部を紹介するようになった。

### 平日版
| テレビ朝日 平日23:20 - 23:25枠 | テレビ朝日 平日23:20 - 23:25枠        | テレビ朝日 平日23:20 - 23:25枠                                                                              |
| 前番組                         | 番組名                                | 次番組 |
| ------------------------------ | ------------------------------------- | --- |
| 自遊人へ                       | あしたまにあ〜な （1998.10 - 2000.3） | 月曜 - 木曜：ネオバラエティ ※23:09 - 23:54 【16分繰り上げ、15分拡大】金曜：金曜ナイトドラマ ※23:09 - 翌0:04 |

### 月曜 - 木曜版
| テレビ朝日 月曜 - 木曜23:54 - 23:59枠                                                               | テレビ朝日 月曜 - 木曜23:54 - 23:59枠 | テレビ朝日 月曜 - 木曜23:54 - 23:59枠                                |
| 前番組                                                                                              | 番組名                                | 次番組                                                               |
| --------------------------------------------------------------------------------------------------- | ------------------------------------- | -------------------------------------------------------------------- |
| ネオバラエティ ※23:25 - 23:55 【16分繰り上げ、15分拡大】トゥナイト2 ※23:55 - 翌0:50 【4分繰り下げ】 | あしたまにあ〜な （2000.4 - 2001.9）  | ネオバラエティ ※23:15 - 翌0:00 【6分繰り下げ】                       |
| テレビ朝日 火曜 - 金曜0:00 - 0:06（月曜 - 木曜深夜）枠                                              |                                       |                                                                      |
| トゥナイト2 ※前日23:59 - 0:54 【7分繰り下げ】                                                       | あしたまにあ〜な （2001.10 - 2002.3） | ネオバラエティ ※前日23:15 - 0:10 【10分拡大】                        |
| テレビ朝日 火曜 - 金曜0:10 - 0:16（月曜 - 木曜深夜）枠                                              |                                       |                                                                      |
| トゥナイト2 ※0:06 - 1:01                                                                            | あしたまにあ〜な （2002.4 - 2005.9）  | オンタマ ※0:10 - 0:15ネオネオバラエティ ※0:15 - 0:45 【1分繰り上げ】 |

### 金曜版
| テレビ朝日 土曜0:04 - 0:09（金曜深夜）枠  | テレビ朝日 土曜0:04 - 0:09（金曜深夜）枠 | テレビ朝日 土曜0:04 - 0:09（金曜深夜）枠           |
| 前番組                                    | 番組名                                   | 次番組                                             |
| ----------------------------------------- | ---------------------------------------- | -------------------------------------------------- |
| タモリ倶楽部 ※0:00 - 0:30 【9分繰り下げ】 | あしたまにあ〜な （2000.4 - 2001.9）     | 金曜ナイトドラマ ※前日23:15 - 0:10 【6分繰り下げ】 |
| テレビ朝日 土曜0:10 - 0:15（金曜深夜）枠  |                                          |                                                    |
| タモリ倶楽部 ※0:09 - 0:39 【6分繰り下げ】 | あしたまにあ〜な （2001.10 - 2005.9）    | オンタマ                                           |